# Carducci-Molinette (métro de Turin)
Carducci-Molinette est une station de la ligne 1 du métro de Turin, située sur la piazza Carducci.